# Прудковский переулок
Прудко́вский переу́лок — переулок в Центральном районе Санкт-Петербурга. Проходит от Греческого проспекта до Греческой площади.

## История
Получил название 16 апреля 1887 года по местности Прудки, в которой находился переулок. Название местности происходит от Лиговского бассейна (ныне не существует).

## Объекты
- Дом 2 — гимназия № 166.
- В конце на чётную сторону выходит сад Прудки.